# Европско првенство у одбојци за жене 1951.
Европско првенство у одбојци за жене 1951. је било 3. по реду Европско првенство које се од 15. до 22. септембра одржавало у Француској. Титулу је одбранила репрезентација СССР-а.

## Учесници
На Европском првенству је учествовало 6 репрезентација.
- -  Француска
  -  Италија
  -  Холандија
  -  Совјетски Савез
  -  Југославија
  -  Пољска

## Формат
Такмичење се састојало од два различита круга. У првом кругу, шест репрезентација су биле подељене у две групе по 3 екипе. Првопласиране и другопласиране екипе из обе групе су се пласирале у завршном кругу. Играло се по Бергеровом систему.

## Први круг
|  | Остварен пласман у завршном кругу |

### Група 1
| Бр | Репрезентација  | Утакмице | Утакмице | Утакмице | Сетови | Сетови   | Сетови       | Поени      | Поени      | Поени         | Бодови |
| Бр | Репрезентација  | играли   | добили   | изгубили | добили | изгубили | Сет Количник | пос. поени | изг. поени | Поен количник | Бодови |
| -- | --------------- | -------- | -------- | -------- | ------ | -------- | ------------ | ---------- | ---------- | ------------- | ------ |
| 1  | Совјетски Савез | 2        | 2        | 0        | 6      | 0        | МАХ          | 90         | 25         | 3,600         | 4      |
| 2  | Француска       | 2        | 1        | 1        | 3      | 3        | 1,000        | 54         | 67         | 0,806         | 3      |
| 3  | Холандија       | 2        | 0        | 2        | 0      | 3        | 0.000        | 38         | 90         | 0,422         | 2      |

### Група 2
| Бр | Репрезентација | Утакмице | Утакмице | Утакмице | Сетови | Сетови   | Сетови       | Поени      | Поени      | Поени         | Бодови |
| Бр | Репрезентација | играли   | добили   | изгубили | добили | изгубили | Сет Количник | пос. поени | изг. поени | Поен количник | Бодови |
| -- | -------------- | -------- | -------- | -------- | ------ | -------- | ------------ | ---------- | ---------- | ------------- | ------ |
| 1  | Пољска         | 2        | 2        | 0        | 6      | 1        | 6.000        | 103        | 51         | 2,020         | 4      |
| 2  | Југославија    | 2        | 1        | 1        | 4      | 3        | 1,333        | 87         | 76         | 1,145         | 3      |
| 3  | Италија        | 2        | 0        | 2        | 0      | 3        | 0.000        | 27         | 90         | 0,300         | 2      |

## Завршни круг
| Бр | Репрезентација  | Утакмице | Утакмице | Утакмице | Сетови | Сетови   | Сетови       | Поени      | Поени      | Поени         | Бодови |
| Бр | Репрезентација  | играли   | добили   | изгубили | добили | изгубили | Сет Количник | пос. поени | изг. поени | Поен количник | Бодови |
| -- | --------------- | -------- | -------- | -------- | ------ | -------- | ------------ | ---------- | ---------- | ------------- | ------ |
| 1  | Совјетски Савез | 3        | 3        | 0        | 9      | 0        | 6.000        | 135        | 33         | 4,091         | 6      |
| 2  | Пољска          | 3        | 2        | 1        | 6      | 3        | 2,000        | 114        | 107        | 1,065         | 5      |
| 3  | Југославија     | 3        | 1        | 2        | 3      | 6        | 0.500        | 85         | 123        | 0,691         | 4      |
| 4  | Француска       | 3        | 0        | 3        | 0      | 9        | 0.000        | 66         | 137        | 0,482         | 3      |

| 2° место Пољска | Победник Европског првенства у одбојци за жене 1951. СССР 3° титула | 3° место СФРЈ |